# Ліндон (Іллінойс)
Ліндон (англ. Lyndon) — селище (англ. village) в США, в окрузі Вайтсайд штату Іллінойс. Населення — 537 осіб (2020).

## Географія
Ліндон розташований за координатами 41°43′3″ пн. ш. 89°55′26″ зх. д. / 41.71750° пн. ш. 89.92389° зх. д. (41.717523, -89.923974).  За даними Бюро перепису населення США в 2010 році селище мало площу 2,02 км², з яких 2,01 км² — суходіл та 0,00 км² — водойми.

## Демографія
Згідно з переписом 2010 року, у селищі мешкало 648 осіб у 246 домогосподарствах у складі 177 родин. Густота населення становила 322 особи/км².  Було 264 помешкання (131/км²).
Расовий склад населення:
| - 95,8 % — білих - 0,3 % — чорних або афроамериканців - 0,2 % — корінних американців - 0,2 % — азіатів |

До двох чи більше рас належало 2,8 %. Частка іспаномовних становила 2,5 % від усіх жителів.
За віковим діапазоном населення розподілялося таким чином: 25,3 % — особи молодші 18 років, 61,4 % — особи у віці 18—64 років, 13,3 % — особи у віці 65 років та старші. Медіана віку мешканця становила 43,1 року. На 100 осіб жіночої статі у селищі припадало 103,1 чоловіків;  на 100 жінок у віці від 18 років та старших — 100,8 чоловіків також старших 18 років.
Середній дохід на одне домашнє господарство  становив 58 093 долари США (медіана — 52 083), а середній дохід на одну сім'ю — 60 587 доларів (медіана — 58 611). Медіана доходів становила 48 750 доларів для чоловіків та 30 500 доларів для жінок. За межею бідності перебувало 20,7 % осіб, у тому числі 61,1 % дітей у віці до 18 років та 2,2 % осіб у віці 65 років та старших.
Цивільне працевлаштоване населення становило 288 осіб. Основні галузі зайнятості: освіта, охорона здоров'я та соціальна допомога — 24,3 %, виробництво — 21,5 %, будівництво — 11,8 %, роздрібна торгівля — 10,8 %.